# Grandglise
Grandglise is een dorp in de Belgische provincie Henegouwen, en een deelgemeente van de Waalse gemeente Belœil.
Grandglise was een zelfstandige gemeente, tot die in het jaar 1965 toegevoegd werd aan de gemeente Stambruges. Sinds 1977 is Grandglise een deelgemeente van Belœil.

## Bezienswaardigheden
- De Sint-Martinuskerk (Église Saint-Martin) is een neogotisch kerkgebouw van 1874. De kerk bezit een 16e-eeuws doopvont en een 16e-eeuws Sint-Martinusbeeld. De kerk is gebouwd in lokaal gewonnen zandsteen.

## Natuur en landschap
Grandglise ligt aan het Kanaal Blaton-Aat. In het zuiden loopt het Kanaal Nimy-Blaton-Péronnes. De omgeving is bosrijk. De hoogte aan de kerk bedraagt 54 meter.

## Economie
In Grandglise wordt zand en zandsteen gewonnen. Zandsteengroeven bestonden al eeuwenlang maar de ontginning ervan vond in de 19e eeuw pas op grote schaal plaats.

## Demografische ontwikkeling
- Bronnen:NIS, Opm:1831 tot en met 1970=volkstellingen

## Nabijgelegen kernen
Stambruges, Quevaucamps, Blaton, Harchies